# Lariano
Lariano är en ort och kommun i storstadsregionen Rom, innan 2015 provinsen Rom, i regionen Lazio i Italien. Kommunen hade 13 467 invånare (2018) och gränsar till kommunerna Artena, Cori, Rocca di Papa, Rocca Priora och Velletri.
Lariano är en av de sexton städerna i området Castelli Romani.